# Jardín Botánico Bongil Bongil
El Jardín Botánico Bongil Bongil (inglés: Bongil Bongil Garden) es un jardín botánico de 8 hectáreas de extensión, próximo a Coffs Harbour, Nueva Gales del Sur, Australia. 
El código de reconocimiento internacional de "Bongil Bongil Garden" como miembro del "Botanic Gardens Conservation Internacional" (BGCI), así como las siglas de su herbario es  BONG.

## Localización e información
El jardín botánico se ubica en 20 Hardy Close, Korora Basin (vía Coffs Harbour), en su parte sur de apenas 15 minutos de Coffs Harbour, entre las aldeas de Sawtell y Mylestom, en la región de Mid North Coast de New South Wales, Australia.
Bongil Bongil Garden PO Box 1639, Coffs Harbour, NSW 2450, Australia.
Planos y vistas satelitales.30°10′23.16″S 152°59′28.6794″E / -30.1731000, 152.991299833
Este jardín botánico está abierto todos los días del año de 9 a. m. a 5 p. m.

## Historia
El jardín botánico se encuentra junto a la zona protegida del Parque nacional Bongil Bongil en la costa norte media de Nueva Gales del Sur, con numerosas especies de aves, donde las playas son utilizadas en una gran extensión por las aves marinas para anidar. Este parque tiene un importante "bushland" (matorral) natural, selva húmeda y donde se pueden practicar excursiones en canoa. 
El jardín botánico fue creado en 1981 como jardín privado, gracias a la iniciativa del eminente botánico australiano, John Wrigley, quien participó en la formación del Jardín botánico nacional australiano en Canberra. 

## Colecciones botánicas
El 70 % de las colecciones corresponde a la flora australiana.
El "Bongil Bongil Garden", alberga una interesante colección de plantas nativas. 